# Čchifuská konvence
Čchifuská konvence (anglicky: Chefoo Convention, čínsky: 烟台条约) byla dohodou mezi Čínou a Velkou Británií z 21. srpna 1876, podepsanou ve městě Čchi-fu. Za britskou stranu jí podepsal sir Thomas Wade, za čínskou pak Li Chung-čang.
Oficiálním důvodem bylo vyřešení tzv. Margaryho aféry, když byl v roce 1875 v Číně zabit britský diplomat Augustus Raymond Margary. Do výsledné konvence se však dostala řada položek, která nesouvisela s touto aférou.

## Obsah konvence
Dohoda sestávala ze šestnácti článků a byla rozdělena do tří oddílů. 
První oddíl se týkal vyřešení Margaryho aféry, obsahoval výzvu k potrestání všech viníků vraždy diplomata a stanovovala uhradit odškodné Margaryho rodině.
Druhý oddíl upravoval oficiální vzájemné vztahy mezi dvěma signatáři a definoval britská práva na exteritorialitu v Číně, která uznala nepodřízenost Britů čínské jurisdikci. 
Poslední oddíl pojednával o obchodních vztazích, ukládal zákaz výběru místních daní na britské výrobky ve vybraných přístavech, zakazoval uvalení jiné formy daní na zahraniční zboží a otevřel pro Brity nové čínské přístavy. Britové také mohli vytvářet obchodní aktivity v příhraničí provincie Jün-nan.
Praktickým dopadem smlouvy bylo vyslání čínské oficiální omluvné mise do Velké británie, kterou vedl Guo Songtao. Ta se stala základem stálého diplomatického zastoupení ve Spojeném království a navázání trvalých diplomatických styků.

## Ratifikace a další osud
Čchifuská konvence byla neprodleně ratifikována čínskou stranou. Velká Británie tak učinila až o devět let později v červenci 1885. Dnes je v Číně smlouva považována za asymetrickou, pro ní nevýhodnou.